# Aaron McEneff
Aaron McEneff (Derry, 9 luglio 1995) è un calciatore irlandese con cittadinanza britannica, centrocampista dello Shamrock Rovers.

## Carriera

### Club
Ha giocato nella prima divisione dei campionati irlandese, scozzese ed australiano.

### Nazionale
Ha giocato nella nazionale nordirlandese Under-19 e nella nazionale irlandese Under-21.

## Palmarès

### Club

#### Competizioni nazionali
- Coppa di Lega irlandese: 1

Derry City: 2018
- Coppa d'Irlanda: 1

Shamrock Rovers: 2019
- Campionato irlandese: 1

Shamrock Rovers: 2020
- Scottish Championship: 1

Hearts: 2020-2021